# Lista episoadelor din La birou
Aceasta este lista episoadelor din serialul american La birou (The Office). A fost difuzat prima dată între 24 martie 2005  -  16 mai 2013 pe NBC, având în total 204 de episoade / nouă sezoane.

## Prezentare generală
| Sezonul | Sezonul | Episoade | Episoade | Premiera TV        | Premiera TV       |
| Sezonul | Sezonul | Episoade | Episoade | Prima transmisie   | Ultima transmisie |
| ------- | ------- | -------- | -------- | ------------------ | ----------------- |
|         | 1       | 6        | 6        | 24 martie 2005     | 26 aprilie 2005   |
|         | 2       | 22       | 22       | 20 septembrie 2005 | 11 mai 2006       |
|         | 3       | 25       | 25       | 21 septembrie 2006 | 17 mai 2007       |
|         | 4       | 19       | 19       | 27 septembrie 2007 | 15 mai 2008       |
|         | 5       | 28       | 28       | 25 septembrie 2008 | 14 mai 2009       |
|         | 6       | 26       | 26       | 17 septembrie 2009 | 20 mai 2010       |
|         | 7       | 26       | 26       | 23 septembrie 2010 | 19 mai 2011       |
|         | 8       | 24       | 24       | 22 septembrie 2011 | 10 mai 2012       |
|         | 9       | 25       | 25       | 20 septembrie 2012 | 16 mai 2013       |

## Lista episoadelor
^† semnifică un episod „super-dimensionat” de 40 de minute (cu reclame; durata reală de rulare este de aproximativ 28 de minute).

### Sezonul 1 (2005)
| Nr. în serial | Nr. în sezon | Titlu                | Regizat de      | Scris de                                       | Data difuzării  | Cod de producție | U.S. telespectatori (milioane) |
| ------------- | ------------ | -------------------- | --------------- | ---------------------------------------------- | --------------- | ---------------- | ------------------------------ |
| 1             | 1            | „Pilot”              | Ken Kwapis      | Ricky Gervais, Stephen Merchant & Greg Daniels | 24 martie 2005  | 1001             | 11.20                          |
| 2             | 2            | „Ziua diversității”  | Ken Kwapis      | B. J. Novak                                    | 29 martie 2005  | 1002             | 6.00                           |
| 3             | 3            | „Asigurare medicală” | Ken Whittingham | Paul Lieberstein                               | 5 aprilie 2005  | 1006             | 5.80                           |
| 4             | 4            | „Alianța”            | Bryan Gordon    | Michael Schur                                  | 12 aprilie 2005 | 1004             | 5.40                           |
| 5             | 5            | „La baschet”         | Greg Daniels    | Greg Daniels                                   | 19 aprilie 2005 | 1005             | 5.00                           |
| 6             | 6            | „Fata cu poșete”     | Amy Heckerling  | Mindy Kaling                                   | 26 aprilie 2005 | 1003             | 4.80                           |

### Sezonul 2 (2005–06)
| Nr. în serial | Nr. în sezon | Titlu                        | Regizat de        | Scris de                        | Data difuzării     | Cod de producție | U.S. telespectatori (milioane) |
| ------------- | ------------ | ---------------------------- | ----------------- | ------------------------------- | ------------------ | ---------------- | ------------------------------ |
| 7             | 1            | „Premiile Dundie”            | Greg Daniels      | Mindy Kaling                    | 20 septembrie 2005 | 2003             | 9.00                           |
| 8             | 2            | „Hărțuirea sexuală”          | Ken Kwapis        | B. J. Novak                     | 27 septembrie 2005 | 2002             | 7.13                           |
| 9             | 3            | „Olimpiadă la birou”         | Paul Feig         | Michael Schur                   | 4 octombrie 2005   | 2004             | 8.30                           |
| 10            | 4            | „Incendiul”                  | Ken Kwapis        | B. J. Novak                     | 11 octombrie 2005  | 2001             | 7.60                           |
| 11            | 5            | „Halloween”                  | Paul Feig         | Greg Daniels                    | 18 octombrie 2005  | 2006             | 8.00                           |
| 12            | 6            | „Bătaia”                     | Ken Kwapis        | Gene Stupnitsky & Lee Eisenberg | 1 noiembrie 2005   | 2007             | 7.90                           |
| 13            | 7            | „Clientul”                   | Greg Daniels      | Paul Lieberstein                | 8 noiembrie 2005   | 2005             | 7.50                           |
| 14            | 8            | „Evaluarea”                  | Paul Feig         | Larry Wilmore                   | 15 noiembrie 2005  | 2009             | 8.00                           |
| 15            | 9            | „Supravegherea e-mailurilor” | Paul Feig         | Jennifer Celotta                | 22 noiembrie 2005  | 2008             | 8.10                           |
| 16            | 10           | „Petrecerea de Crăciun”      | Charles McDougall | Michael Schur                   | 6 decembrie 2005   | 2010             | 9.70                           |
| 17            | 11           | „Croaziera cu băutură”       | Ken Kwapis        | Greg Daniels                    | 5 ianuarie 2006    | 2013             | 8.70                           |
| 18            | 12           | „Accidentul”                 | Bryan Gordon      | Mindy Kaling                    | 12 ianuarie 2006   | 2011             | 10.30                          |
| 19            | 13           | „Secretul”                   | Dennie Gordon     | Lee Eisenberg & Gene Stupnitsky | 19 ianuarie 2006   | 2014             | 8.70                           |
| 20            | 14           | „Mocheta”                    | Victor Nelli, Jr. | Paul Lieberstein                | 26 ianuarie 2006   | 2012             | 8.60                           |
| 21            | 15           | „Băieți și fete”             | Dennie Gordon     | B. J. Novak                     | 2 februarie 2006   | 2015             | 9.21                           |
| 22            | 16           | „Ziua Îndrăgostiților”       | Greg Daniels      | Michael Schur                   | 9 februarie 2006   | 2016             | 8.95                           |
| 23            | 17           | „Discursul lui Dwight”       | Charles McDougall | Paul Lieberstein                | 2 martie 2006      | 2017             | 8.40                           |
| 24            | 18           | „Vino cu fiica la muncă”     | Victor Nelli, Jr. | Mindy Kaling                    | 16 martie 2006     | 2018             | 8.80                           |
| 25            | 19           | „Ziua lui Michael”           | Ken Whittingham   | Gene Stupnitsky & Lee Eisenberg | 30 martie 2006     | 2019             | 7.80                           |
| 26            | 20           | „Drogurile”                  | Greg Daniels      | Jennifer Celotta                | 27 aprilie 2006    | 2022             | 7.80                           |
| 27            | 21           | „Aplanarea conflictelor”     | Charles McDougall | Greg Daniels                    | 4 mai 2006         | 2020             | 7.40                           |
| 28            | 22           | „La cazinou”                 | Ken Kwapis        | Steve Carell                    | 11 mai 2006        | 2021             | 7.60                           |

### Sezonul 3 (2006–07)
| Nr. în serial | Nr. în sezon | Titlu                          | Regizat de      | Scris de                                        | Data difuzării     | Cod de producție | U.S. telespectatori (milioane) |
| ------------- | ------------ | ------------------------------ | --------------- | ----------------------------------------------- | ------------------ | ---------------- | ------------------------------ |
| 29            | 1            | „Vânătoarea de vrăjitoare gay” | Ken Kwapis      | Greg Daniels                                    | 21 septembrie 2006 | 3001             | 9.11                           |
| 30            | 2            | „Convenția”                    | Ken Whittingham | Gene Stupnitsky & Lee Eisenberg                 | 28 septembrie 2006 | 3006             | 7.78                           |
| 31            | 3            | „Lovitura”                     | Greg Daniels    | Paul Lieberstein                                | 5 octombrie 2006   | 3002             | 8.89                           |
| 32            | 4            | „Terapia durerii”              | Roger Nygard    | Jennifer Celotta                                | 12 octombrie 2006  | 3003             | 8.83                           |
| 33            | 5            | „Inițierea”                    | Randall Einhorn | B. J. Novak                                     | 19 octombrie 2006  | 3005             | 8.46                           |
| 34            | 6            | „Festivalul Diwali”            | Miguel Arteta   | Mindy Kaling                                    | 2 noiembrie 2006   | 3004             | 8.81                           |
| 35            | 7            | „Închiderea filialei”          | Tucker Gates    | Michael Schur                                   | 9 noiembrie 2006   | 3007             | 8.05                           |
| 36            | 8            | „Fuziunea”                     | Ken Whittingham | Brent Forrester                                 | 16 noiembrie 2006  | 3008             | 8.63                           |
| 37            | 9            | „The Convict”                  | Pușcăriașul     | Ricky Gervais & Stephen Merchant                | 30 noiembrie 2006  | 3010             | 9.07                           |
| 38            | 10           | „Un Crăciun la Benihana I”     | Harold Ramis    | Jennifer Celotta                                | 14 decembrie 2006  | 3009             | 8.44                           |
| 39            | 11           | „Un Crăciun la Benihana II”    | Harold Ramis    | Jennifer Celotta                                | 14 decembrie 2006  | 3014             | 8.44                           |
| 40            | 12           | „Revenirea din vacanță”        | Julian Farino   | Justin Spitzer                                  | 4 ianuarie 2007    | 3011             | 8.80                           |
| 41            | 13           | „Vânzătorii ambulanți”         | Greg Daniels    | Michael Schur & Lee Eisenberg & Gene Stupnitsky | 11 ianuarie 2007   | 3012             | 10.12                          |
| 42            | 14           | „Întoarcerea”                  | Greg Daniels    | Lee Eisenberg & Gene Stupnitsky & Michael Schur | 18 ianuarie 2007   | 3013             | 10.20                          |
| 43            | 15           | „Ben Franklin”                 | Randall Einhorn | Mindy Kaling                                    | 1 februarie 2007   | 3015             | 10.11                          |
| 44            | 16           | „Nunta lui Phyllis”            | Ken Whittingham | Caroline Williams                               | 8 februarie 2007   | 3016             | 8.84                           |
| 45            | 17           | „Facultatea de Comerț”         | Joss Whedon     | Brent Forrester                                 | 15 februarie 2007  | 3017             | 8.84                           |
| 46            | 18           | „Cocktailuri”                  | J. J. Abrams    | Paul Lieberstein                                | 22 februarie 2007  | 3018             | 8.30                           |
| 47            | 19           | „Negocierea”                   | Jeffrey Blitz   | Michael Schur                                   | 5 aprilie 2007     | 3019             | 6.74                           |
| 48            | 20           | „Instructajul de siguranță”    | Harold Ramis    | B. J. Novak                                     | 12 aprilie 2007    | 3020             | 7.71                           |
| 49            | 21           | „Retragerea unui produs”       | Randall Einhorn | Justin Spitzer & Brent Forrester                | 26 aprilie 2007    | 3025             | 7.56                           |
| 50            | 22           | „Prețuirea femeilor”           | Tucker Gates    | Gene Stupnitsky & Lee Eisenberg                 | 3 mai 2007         | 3021             | 7.00                           |
| 51            | 23           | „Ziua de jocuri la plajă”      | Harold Ramis    | Jennifer Celotta & Greg Daniels                 | 10 mai 2007        | 3022             | 7.20                           |
| 52            | 24           | „Slujba I”                     | Ken Kwapis      | Paul Lieberstein & Michael Schur                | 17 mai 2007        | 3023             | 7.88                           |
| 53            | 25           | „Slujba II”                    | Ken Kwapis      | Paul Lieberstein & Michael Schur                | 17 mai 2007        | 3024             | 7.88                           |

### Sezonul 4 (2007–08)
| Nr. în serial | Nr. în sezon | Titlu                        | Regizat de       | Scris de                            | Data difuzării     | Cod de producție | U.S. telespectatori (milioane) |
| ------------- | ------------ | ---------------------------- | ---------------- | ----------------------------------- | ------------------ | ---------------- | ------------------------------ |
| 54            | 1            | „Cros de plăcere I”          | Greg Daniels     | Greg Daniels                        | 27 septembrie 2007 | 4001             | 9.70                           |
| 55            | 2            | „Cros de plăcere II”         | Greg Daniels     | Greg Daniels                        | 27 septembrie 2007 | 4002             | 9.70                           |
| 56            | 3            | „Dunder Mifflin Infinity I”  | Craig Zisk       | Michael Schur                       | 4 octombrie 2007   | 4003             | 8.49                           |
| 57            | 4            | „Dunder Mifflin Infinity II” | Craig Zisk       | Michael Schur                       | 4 octombrie 2007   | 4004             | 8.49                           |
| 58            | 5            | „Petrecerea de lansare I”    | Ken Whittingham  | Jennifer Celotta                    | 11 octombrie 2007  | 4005             | 8.91                           |
| 59            | 6            | „Petrecerea de lansare II”   | Ken Whittingham  | Jennifer Celotta                    | 11 octombrie 2007  | 4006             | 8.91                           |
| 60            | 7            | „Bani I”                     | Paul Lieberstein | Paul Lieberstein                    | 18 octombrie 2007  | 4007             | 8.50                           |
| 61            | 8            | „Bani II”                    | Paul Lieberstein | Paul Lieberstein                    | 18 octombrie 2007  | 4008             | 8.50                           |
| 62            | 9            | „Reclama”                    | Jason Reitman    | B. J. Novak                         | 25 octombrie 2007  | 4009             | 8.98                           |
| 63            | 10           | „Război între filiale”       | Joss Whedon      | Mindy Kaling                        | 1 noiembrie 2007   | 4010             | 8.39                           |
| 64            | 11           | „Supraviețuitorul”           | Paul Feig        | Steve Carell                        | 8 noiembrie 2007   | 4011             | 8.29                           |
| 65            | 12           | „Depoziția”                  | Julian Farino    | Lester Lewis                        | 15 noiembrie 2007  | 4012             | 8.86                           |
| 66            | 13           | „Cina”                       | Paul Feig        | Gene Stupnitsky & Lee Eisenberg     | 10 aprilie 2008    | 4013             | 9.22                           |
| 67            | 14           | „Tipa de pe scaun”           | Jeffrey Blitz    | B. J. Novak                         | 17 aprilie 2008    | 4014             | 9.81                           |
| 68            | 15           | „Ieșirea cu băieții”         | Ken Whittingham  | Mindy Kaling                        | 24 aprilie 2008    | 4015             | 7.56                           |
| 69            | 16           | „M-am bâlbâit?”              | Randall Einhorn  | Brent Forrester & Justin Spitzer    | 1 mai 2008         | 4016             | 7.67                           |
| 70            | 17           | „Târgul de joburi”           | Tucker Gates     | Lee Eisenberg & Gene Stupnitsky     | 8 mai 2008         | 4017             | 7.22                           |
| 71            | 18           | „Adio, Toby! I”              | Paul Feig        | Jennifer Celotta & Paul Lieberstein | 15 mai 2008        | 4018             | 8.07                           |
| 72            | 19           | „Adio, Toby! II”             | Paul Feig        | Jennifer Celotta & Paul Lieberstein | 15 mai 2008        | 4019             | 8.07                           |

### Sezonul 5 (2008–09)
| Nr. în serial | Nr. în sezon | Titlu                         | Regizat de       | Scris de                              | Data difuzării     | Cod de producție | U.S. telespectatori (milioane) |
| ------------- | ------------ | ----------------------------- | ---------------- | ------------------------------------- | ------------------ | ---------------- | ------------------------------ |
| 73            | 1            | „Weight Loss I”               | Paul Feig        | Lee Eisenberg & Gene Stupnitsky       | 25 septembrie 2008 | 5001             | 9.20                           |
| 74            | 2            | „Weight Loss II”              | Paul Feig        | Lee Eisenberg & Gene Stupnitsky       | 25 septembrie 2008 | 5002             | 9.20                           |
| 75            | 3            | „Business Ethics”             | Jeffrey Blitz    | Ryan Koh                              | 9 octombrie 2008   | 5003             | 8.99                           |
| 76            | 4            | „Baby Shower”                 | Greg Daniels     | Aaron Shure                           | 16 octombrie 2008  | 5004             | 8.07                           |
| 77            | 5            | „Crime Aid”                   | Jennifer Celotta | Charlie Grandy                        | 23 octombrie 2008  | 5005             | 7.74                           |
| 78            | 6            | „Employee Transfer”           | David Rogers     | Anthony Q. Farrell                    | 30 octombrie 2008  | 5006             | 9.32                           |
| 79            | 7            | „Customer Survey”             | Stephen Merchant | Lester Lewis                          | 6 noiembrie 2008   | 5007             | 8.35                           |
| 80            | 8            | „Business Trip”               | Randall Einhorn  | Brent Forrester                       | 13 noiembrie 2008  | 5009             | 8.18                           |
| 81            | 9            | „Frame Toby”                  | Jason Reitman    | Mindy Kaling                          | 20 noiembrie 2008  | 5008             | 8.40                           |
| 82            | 10           | „The Surplus”                 | Paul Feig        | Gene Stupnitsky & Lee Eisenberg       | 4 decembrie 2008   | 5013             | 8.33                           |
| 83            | 11           | „Moroccan Christmas”          | Paul Feig        | Justin Spitzer                        | 11 decembrie 2008  | 5010             | 8.79                           |
| 84            | 12           | „The Duel”                    | Dean Holland     | Jennifer Celotta                      | 15 ianuarie 2009   | 5011             | 8.50                           |
| 85            | 13           | „Prince Family Paper”         | Asaad Kelada     | B. J. Novak                           | 22 ianuarie 2009   | 5012             | 8.74                           |
| 86            | 14           | „Stress Relief I”             | Jeffrey Blitz    | Paul Lieberstein                      | 1 februarie 2009   | 5016             | 22.91                          |
| 87            | 15           | „Stress Relief II”            | Jeffrey Blitz    | Paul Lieberstein                      | 1 februarie 2009   | 5017             | 22.91                          |
| 88            | 16           | „Lecture Circuit: I”          | Ken Kwapis       | Mindy Kaling                          | 5 februarie 2009   | 5014             | 8.39                           |
| 89            | 17           | „Lecture Circuit: II”         | Ken Kwapis       | Mindy Kaling                          | 12 februarie 2009  | 5015             | 8.89                           |
| 90            | 18           | „Blood Drive”                 | Randall Einhorn  | Brent Forrester                       | 5 martie 2009      | 5018             | 8.63                           |
| 91            | 19           | „Golden Ticket”               | Randall Einhorn  | Mindy Kaling                          | 12 martie 2009     | 5019             | 7.51                           |
| 92            | 20           | „New Boss”                    | Paul Feig        | Lee Eisenberg & Gene Stupnitsky       | 19 martie 2009     | 5020             | 7.95                           |
| 93            | 21           | „Two Weeks”                   | Paul Lieberstein | Aaron Shure                           | 26 martie 2009     | 5021             | 8.45                           |
| 94            | 22           | „Dream Team”                  | Paul Feig        | B. J. Novak                           | 9 aprilie 2009     | 5022             | 7.20                           |
| 95            | 23           | „Michael Scott Paper Company” | Gene Stupnitsky  | Justin Spitzer                        | 9 aprilie 2009     | 5023             | 7.94                           |
| 96            | 24           | „Heavy Competition”           | Ken Whittingham  | Ryan Koh                              | 16 aprilie 2009    | 5024             | 8.24                           |
| 97            | 25           | „Broke”                       | Steve Carell     | Charlie Grandy                        | 23 aprilie 2009    | 5025             | 7.21                           |
| 98            | 26           | „Casual Friday”               | Brent Forrester  | Anthony Q. Farrell                    | 30 aprilie 2009    | 5026             | 7.31                           |
| 99            | 27           | „Cafe Disco”                  | Randall Einhorn  | Warren Lieberstein & Halsted Sullivan | 7 mai 2009         | 5027             | 7.71                           |
| 100           | 28           | „Company Picnic”              | Ken Kwapis       | Jennifer Celotta & Paul Lieberstein   | 14 mai 2009        | 5028             | 6.72                           |

### Sezonul 6 (2009–10)
| Nr. în serial | Nr. în sezon | Titlu                          | Regizat de              | Scris de                              | Data difuzării     | Cod de producție | U.S. telespectatori (milioane) |
| ------------- | ------------ | ------------------------------ | ----------------------- | ------------------------------------- | ------------------ | ---------------- | ------------------------------ |
| 101           | 1            | „Gossip”                       | Paul Lieberstein        | Paul Lieberstein                      | 17 septembrie 2009 | 6001             | 8.20                           |
| 102           | 2            | „The Meeting”                  | Randall Einhorn         | Aaron Shure                           | 24 septembrie 2009 | 6002             | 7.33                           |
| 103           | 3            | „The Promotion”                | Jennifer Celotta        | Jennifer Celotta                      | 1 octombrie 2009   | 6003             | 7.28                           |
| 104           | 4            | „Niagara I”                    | Paul Feig               | Greg Daniels & Mindy Kaling           | 8 octombrie 2009   | 6004             | 9.42                           |
| 105           | 5            | „Niagara II”                   | Paul Feig               | Greg Daniels & Mindy Kaling           | 8 octombrie 2009   | 6005             | 9.42                           |
| 106           | 6            | „Mafia”                        | David Rogers            | Brent Forrester                       | 15 octombrie 2009  | 6006             | 8.10                           |
| 107           | 7            | „The Lover”                    | Lee Eisenberg           | Lee Eisenberg & Gene Stupnitsky       | 22 octombrie 2009  | 6007             | 8.52                           |
| 108           | 8            | „Koi Pond”                     | Reggie Hudlin           | Warren Lieberstein & Halsted Sullivan | 29 octombrie 2009  | 6009             | 8.20                           |
| 109           | 9            | „Double Date”                  | Seth Gordon             | Charlie Grandy                        | 5 noiembrie 2009   | 6008             | 7.94                           |
| 110           | 10           | „Murder”                       | Greg Daniels            | Daniel Chun                           | 12 noiembrie 2009  | 6010             | 7.76                           |
| 111           | 11           | „Shareholder Meeting”          | Charles McDougall       | Justin Spitzer                        | 19 noiembrie 2009  | 6011             | 7.43                           |
| 112           | 12           | „Scott's Tots”                 | B. J. Novak             | Gene Stupnitsky & Lee Eisenberg       | 3 decembrie 2009   | 6013             | 8.10                           |
| 113           | 13           | „Secret Santa”                 | Randall Einhorn         | Mindy Kaling                          | 10 decembrie 2009  | 6014             | 8.51                           |
| 114           | 14           | „The Banker”                   | Jeffrey Blitz           | Jason Kessler                         | 21 ianuarie 2010   | 6012             | 7.29                           |
| 115           | 15           | „Sabre”                        | John Krasinski          | Jennifer Celotta                      | 4 februarie 2010   | 6015             | 7.36                           |
| 116           | 16           | „The Manager and the Salesman” | Marc Webb               | Mindy Kaling                          | 11 februarie 2010  | 6016             | 7.40                           |
| 117           | 17           | „The Delivery I”               | Seth GordonHarold Ramis | Daniel ChunCharlie Grandy             | 4 martie 2010      | 6018             | 9.00                           |
| 118           | 18           | „The Delivery II”              | Seth GordonHarold Ramis | Daniel ChunCharlie Grandy             | 4 martie 2010      | 6019             | 9.00                           |
| 119           | 19           | „St. Patrick's Day”            | Randall Einhorn         | Jonathan Hughes                       | 11 martie 2010     | 6017             | 7.51                           |
| 120           | 20           | „New Leads”                    | Brent Forrester         | Brent Forrester                       | 18 martie 2010     | 6020             | 7.63                           |
| 121           | 21           | „Happy Hour”                   | Matt Sohn               | B. J. Novak                           | 25 martie 2010     | 6021             | 7.17                           |
| 122           | 22           | „Secretary's Day”              | Steve Carell            | Mindy Kaling                          | 22 aprilie 2010    | 6022             | 6.30                           |
| 123           | 23           | „Body Language”                | Mindy Kaling            | Justin Spitzer                        | 29 aprilie 2010    | 6023             | 7.01                           |
| 124           | 24           | „The Cover-Up”                 | Rainn Wilson            | Gene Stupnitsky & Lee Eisenberg       | 6 mai 2010         | 6024             | 6.84                           |
| 125           | 25           | „The Chump”                    | Randall Einhorn         | Aaron Shure                           | 13 mai 2010        | 6025             | 6.60                           |
| 126           | 26           | „Whistleblower”                | Paul Lieberstein        | Warren Lieberstein & Halsted Sullivan | 20 mai 2010        | 6026             | 6.60                           |

### Sezonul 7 (2010–11)
| Nr. în serial | Nr. în sezon | Titlu                                 | Regizat de        | Scris de                              | Data difuzării     | Cod de producție | U.S. telespectatori (milioane) |
| ------------- | ------------ | ------------------------------------- | ----------------- | ------------------------------------- | ------------------ | ---------------- | ------------------------------ |
| 127           | 1            | „Nepotism”                            | Jeffrey Blitz     | Daniel Chun                           | 23 septembrie 2010 | 7001             | 8.40                           |
| 128           | 2            | „Counseling”                          | Jeffrey Blitz     | B. J. Novak                           | 30 septembrie 2010 | 7002             | 7.36                           |
| 129           | 3            | „Andy's Play”                         | John Stuart Scott | Charlie Grandy                        | 7 octombrie 2010   | 7003             | 6.95                           |
| 130           | 4            | „Sex Ed”                              | Paul Lieberstein  | Paul Lieberstein                      | 14 octombrie 2010  | 7004             | 7.36                           |
| 131           | 5            | „The Sting”                           | Randall Einhorn   | Mindy Kaling                          | 21 octombrie 2010  | 7005             | 6.87                           |
| 132           | 6            | „Costume Contest”                     | Dean Holland      | Justin Spitzer                        | 28 octombrie 2010  | 7006             | 8.07                           |
| 133           | 7            | „Christening”                         | Alex Hardcastle   | Peter Ocko                            | 4 noiembrie 2010   | 7007             | 7.65                           |
| 134           | 8            | „Viewing Party”                       | Ken Whittingham   | Jon Vitti                             | 11 noiembrie 2010  | 7008             | 7.15                           |
| 135           | 9            | „WUPHF.com”                           | Danny Leiner      | Aaron Shure                           | 18 noiembrie 2010  | 7009             | 7.28                           |
| 136           | 10           | „China”                               | Charles McDougall | Halsted Sullivan & Warren Lieberstein | 2 decembrie 2010   | 7010             | 7.31                           |
| 137           | 11           | „Classy Christmas I”                  | Rainn Wilson      | Mindy Kaling                          | 9 decembrie 2010   | 7011             | 7.18                           |
| 138           | 12           | „Classy Christmas II”                 | Rainn Wilson      | Mindy Kaling                          | 9 decembrie 2010   | 7012             | 7.18                           |
| 139           | 13           | „Ultimatum”                           | David Rogers      | Carrie Kemper                         | 20 ianuarie 2011   | 7013             | 8.26                           |
| 140           | 14           | „The Seminar”                         | B. J. Novak       | Steve Hely                            | 27 ianuarie 2011   | 7014             | 7.93                           |
| 141           | 15           | „The Search”                          | Michael Spiller   | Brent Forrester                       | 3 februarie 2011   | 7015             | 7.29                           |
| 142           | 16           | „PDA”                                 | Greg Daniels      | Robert Padnick                        | 10 februarie 2011  | 7017             | 6.90                           |
| 143           | 17           | „Threat Level Midnight”               | Tucker Gates      | B. J. Novak                           | 17 februarie 2011  | 7016             | 6.41                           |
| 144           | 18           | „Todd Packer”                         | Randall Einhorn   | Amelie Gillette                       | 24 februarie 2011  | 7018             | 6.12                           |
| 145           | 19           | „Garage Sale”                         | Steve Carell      | Jon Vitti                             | 24 martie 2011     | 7019             | 7.07                           |
| 146           | 20           | „Training Day”                        | Paul Lieberstein  | Daniel Chun                           | 14 aprilie 2011    | 7020             | 7.87                           |
| 147           | 21           | „Michael's Last Dundies”              | Mindy Kaling      | Mindy Kaling                          | 21 aprilie 2011    | 7021             | 6.85                           |
| 148           | 22           | „Goodbye, Michael”                    | Paul Feig         | Greg Daniels                          | 28 aprilie 2011    | 7022             | 8.42                           |
| 149           | 23           | „The Inner Circle”                    | Matt Sohn         | Charlie Grandy                        | 5 mai 2011         | 7023             | 6.90                           |
| 150           | 24           | „Dwight K. Schrute, (Acting) Manager” | Troy Miller       | Justin Spitzer                        | 12 mai 2011        | 7024             | 6.45                           |
| 151           | 25           | „Search Committee I”                  | Jeffrey Blitz     | Paul Lieberstein                      | 19 mai 2011        | 7025             | 7.29                           |
| 152           | 26           | „Search Committee II”                 | Jeffrey Blitz     | Paul Lieberstein                      | 19 mai 2011        | 7026             | 7.29                           |

### Sezonul 8 (2011–12)
| Nr. în serial | Nr. în sezon | Titlu                         | Regizat de        | Scris de                              | Data difuzării     | Cod de producție | U.S. telespectatori (milioane) |
| ------------- | ------------ | ----------------------------- | ----------------- | ------------------------------------- | ------------------ | ---------------- | ------------------------------ |
| 153           | 1            | „The List”                    | B. J. Novak       | B. J. Novak                           | 22 septembrie 2011 | 8002             | 7.64                           |
| 154           | 2            | „The Incentive”               | Charles McDougall | Paul Lieberstein                      | 29 septembrie 2011 | 8001             | 6.70                           |
| 155           | 3            | „Lotto”                       | John Krasinski    | Charlie Grandy                        | 6 octombrie 2011   | 8005             | 5.82                           |
| 156           | 4            | „Garden Party”                | David Rogers      | Justin Spitzer                        | 13 octombrie 2011  | 8004             | 6.08                           |
| 157           | 5            | „Spooked”                     | Randall Einhorn   | Carrie Kemper                         | 27 octombrie 2011  | 8006             | 5.53                           |
| 158           | 6            | „Doomsday”                    | Troy Miller       | Daniel Chun                           | 3 noiembrie 2011   | 8003             | 6.15                           |
| 159           | 7            | „Pam's Replacement”           | Matt Sohn         | Allison Silverman                     | 10 noiembrie 2011  | 8007             | 5.96                           |
| 160           | 8            | „Gettysburg”                  | Jeffrey Blitz     | Robert Padnick                        | 17 noiembrie 2011  | 8008             | 5.50                           |
| 161           | 9            | „Mrs. California”             | Charlie Grandy    | Dan Greaney                           | 1 decembrie 2011   | 8009             | 5.71                           |
| 162           | 10           | „Christmas Wishes”            | Ed Helms          | Mindy Kaling                          | 8 decembrie 2011   | 8010             | 5.79                           |
| 163           | 11           | „Trivia”                      | B. J. Novak       | Steve Hely                            | 12 ianuarie 2012   | 8011             | 5.90                           |
| 164           | 12           | „Pool Party”                  | Charles McDougall | Owen Ellickson                        | 19 ianuarie 2012   | 8012             | 6.02                           |
| 165           | 13           | „Jury Duty”                   | Eric Appel        | Aaron Shure                           | 2 februarie 2012   | 8013             | 5.31                           |
| 166           | 14           | „Special Project”             | David Rogers      | Amelie Gillette                       | 9 februarie 2012   | 8014             | 5.19                           |
| 167           | 15           | „Tallahassee”                 | Matt Sohn         | Daniel Chun                           | 16 februarie 2012  | 8015             | 4.38                           |
| 168           | 16           | „After Hours”                 | Brian Baumgartner | Halsted Sullivan & Warren Lieberstein | 23 februarie 2012  | 8016             | 5.02                           |
| 169           | 17           | „Test the Store”              | Brent Forrester   | Mindy Kaling                          | 1 martie 2012      | 8017             | 4.95                           |
| 170           | 18           | „Last Day in Florida”         | Matt Sohn         | Robert Padnick                        | 8 martie 2012      | 8018             | 4.89                           |
| 171           | 19           | „Get the Girl”                | Rainn Wilson      | Charlie Grandy                        | 15 martie 2012     | 8019             | 4.87                           |
| 172           | 20           | „Welcome Party”               | Ed Helms          | Steve Hely                            | 12 aprilie 2012    | 8020             | 4.39                           |
| 173           | 21           | „Angry Andy”                  | Claire Scanlon    | Justin Spitzer                        | 19 aprilie 2012    | 8021             | 4.35                           |
| 174           | 22           | „Fundraiser”                  | David Rogers      | Owen Ellickson                        | 26 aprilie 2012    | 8022             | 4.17                           |
| 175           | 23           | „Turf War”                    | Daniel Chun       | Warren Lieberstein & Halsted Sullivan | 3 mai 2012         | 8023             | 4.44                           |
| 176           | 24           | „Free Family Portrait Studio” | B. J. Novak       | B. J. Novak                           | 10 mai 2012        | 8024             | 4.49                           |

### Sezonul 9 (2012–13)
| Nr. în serial | Nr. în sezon | Titlu               | Regizat de        | Scris de                              | Data difuzării     | Cod de producție | U.S. telespectatori (milioane) |
| --- | ------------ | ------------------- | ----------------- | ------------------------------------- | ------------------ | ---------------- | ------------------------------ |
| 177 | 1            | „New Guys”          | Greg Daniels      | Greg Daniels                          | 20 septembrie 2012 | 9001             | 4.28                           |
| 178 | 2            | „Roy's Wedding”     | Matt Sohn         | Allison Silverman                     | 27 septembrie 2012 | 9002             | 4.13                           |
| 179 | 3            | „Andy's Ancestry”   | David Rogers      | Jonathan Green & Gabe Miller          | 4 octombrie 2012   | 9003             | 4.14                           |
| 180 | 4            | „Work Bus”          | Bryan Cranston    | Brent Forrester                       | 18 octombrie 2012  | 9004             | 4.28                           |
| 181 | 5            | „Here Comes Treble” | Claire Scanlon    | Owen Ellickson                        | 25 octombrie 2012  | 9006             | 4.00                           |
| 182 | 6            | „The Boat”          | John Krasinski    | Dan Sterling                          | 8 noiembrie 2012   | 9007             | 4.83                           |
| 183 | 7            | „The Whale”         | Rodman Flender    | Carrie Kemper                         | 15 noiembrie 2012  | 9008             | 4.16                           |
| 184 | 8            | „The Target”        | Brent Forrester   | Graham Wagner                         | 29 noiembrie 2012  | 9009             | 3.88                           |
| 185 | 9            | „Dwight Christmas”  | Charles McDougall | Robert Padnick                        | 6 decembrie 2012   | 9010             | 4.16                           |
| 186 | 10           | „Lice”              | Rodman Flender    | Niki Schwartz-Wright                  | 10 ianuarie 2013   | 9011             | 4.54                           |
| 187 | 11           | „Suit Warehouse”    | Matt Sohn         | Dan Greaney                           | 17 ianuarie 2013   | 9012             | 4.15                           |
| 188 | 12           | „Customer Loyalty”  | Kelly Cantley     | Jonathan Green & Gabe Miller          | 24 ianuarie 2013   | 9013             | 4.19                           |
| 189 | 13           | „Junior Salesman”   | David Rogers      | Carrie Kemper                         | 31 ianuarie 2013   | 9014             | 4.45                           |
| 190 | 14           | „Vandalism”         | Lee Kirk          | Owen Ellickson                        | 31 ianuarie 2013   | 9015             | 3.97                           |
| 191 | 15           | „Couples Discount”  | Troy Miller       | Allison Silverman                     | 7 februarie 2013   | 9016             | 4.15                           |
| 192 | 16           | „Moving On”         | Jon Favreau       | Graham Wagner                         | 14 februarie 2013  | 9017             | 4.06                           |
| 193 | 17           | „The Farm”          | Paul Lieberstein  | Paul Lieberstein                      | 14 martie 2013     | 9005             | 3.54                           |
| 194 | 18           | „Promos”            | Jennifer Celotta  | Tim McAuliffe                         | 4 aprilie 2013     | 9018             | 3.44                           |
| 195 | 19           | „Stairmageddon”     | Matt Sohn         | Dan Sterling                          | 11 aprilie 2013    | 9019             | 3.83                           |
| 196 | 20           | „Paper Airplane”    | Jesse Peretz      | Halsted Sullivan & Warren Lieberstein | 25 aprilie 2013    | 9020             | 3.25                           |
| 197 | 21           | „Livin' the Dream”  | Jeffrey Blitz     | Niki Schwartz-Wright                  | 2 mai 2013         | 9021             | 3.51                           |
| 198 | 22           | „A.A.R.M. I”        | David Rogers      | Brent Forrester                       | 9 mai 2013         | 9022             | 4.56                           |
| 199 | 23           | „A.A.R.M. II”       | David Rogers      | Brent Forrester                       | 9 mai 2013         | 9023             | 4.56                           |
| 200 | 24           | „Finale I”          | Ken Kwapis        | Greg Daniels                          | 16 mai 2013        | 9024             | 5.69                           |
| Vedete invitate: Steve Carell, Rachael Harris, Dakota Johnson, Joan Cusack, Sendhil Ramamurthy, Ed Begley, Jr., Malcolm Barrett, Matt L. Jones, Bill Hader, Seth Meyers, and Nancy Carell. |              |                     |                   |                                       |                    |                  |                                |
| 201 | 25           | „Finale II”         | Ken Kwapis        | Greg Daniels                          | 16 mai 2013        | 9025             | 5.69                           |

^† semnifică un episod „super-dimensionat” de 40 de minute (cu reclame; durata reală de difuzare este de aproximativ 28 de minute).

^‡ semnifică un episod de o oră (cu reclame; durata reală de difuzare este de aproximativ 42 de minute).

^* semnifică un episod extins de o 75 de minute (cu reclame; durata reală de difuzare este de aproximativ 52 de minute).

## Web-episoade

### The Accountants(2006)
NBC a anunțat pe 16 martie 2006 că vor exista zece scurtmetraje originale, de sine stătătoare, web-episode pe NBC.com. Au debutat pe 13 iulie și s-au încheiat pe 7 septembrie 2006. Acestea au fost regizate de Randall Einhorn și scrise de Michael Schur și Paul Lieberstein, și au fost editate de Michael Zurer, un editor asistent al serialului. A durat două zile pentru a le filma iar în iunie 2007, The Accountants a câștigat premiul pentru comedie categoria scurtmetraj la Webby Awards inaugural și un Daytime Emmy Award pentru programul remarcabil de bandă largă – comedie.  Niciunul dintre scriitorii sau actorii prezentați în episoadele web nu au fost plătiți.
Personajele principale Michael, Jim și Pam nu apar în episoadele web „The Accountants”. În schimb, accentul se pune pe cei trei membri ai departamentului de contabilitate: Oscar, Angela și Kevin — care apar în fiecare episod web — în timp ce încearcă să găsească 3000 de dolari lipsă din bugetul biroului. Serialul a câștigat un Emmy Award la categoria „Outstanding Broadband Program – Comedy” la cea de-a 34-a ediție Daytime Emmy Awards în 2007.
| Nr. | Titlu                      | Regizat de      | Scris de                         | Data lansării     |
| --- | -------------------------- | --------------- | -------------------------------- | ----------------- |
| 1   | „The Books Don't Balance”  | Randall Einhorn | Michael Schur & Paul Lieberstein | 13 iulie 2006     |
| 2   | „Phyllis”                  | Randall Einhorn | Michael Schur & Paul Lieberstein | 13 iulie 2006     |
| 3   | „Meredith”                 | Randall Einhorn | Michael Schur & Paul Lieberstein | 20 iulie 2006     |
| 4   | „Stanley”                  | Randall Einhorn | Michael Schur & Paul Lieberstein | 27 iulie 2006     |
| 5   | „Someone in the Warehouse” | Randall Einhorn | Michael Schur & Paul Lieberstein | 3 august 2006     |
| 6   | „The Memo”                 | Randall Einhorn | Michael Schur & Paul Lieberstein | 10 august 2006    |
| 7   | „Things Are Getting Tense” | Randall Einhorn | Michael Schur & Paul Lieberstein | 17 august 2006    |
| 8   | „You're Mean”              | Randall Einhorn | Michael Schur & Paul Lieberstein | 24 august 2006    |
| 9   | „Michael's Office”         | Randall Einhorn | Michael Schur & Paul Lieberstein | 31 august 2006    |
| 10  | „The Best Day of My Life”  | Randall Einhorn | Michael Schur & Paul Lieberstein | 7 septembrie 2006 |

### Kevin's Loan(2008)
NBC a comandat un nou set de web-episoade pentru vara anului 2008. Seria a fost  difuzată pe 10 iulie 2008 și s-a încheiat pe 31 iulie 2008. Îl prezintă pe Kevin, care urmărește o soluție unică într-un efort să-și plătească datoriile de jocuri de noroc care se profilează. Celelalte personaje care au apărut sunt Oscar, Stanley și Darryl.
| Nr. | Titlu                 | Regizat de      | Scris de        | Data lansării |
| --- | --------------------- | --------------- | --------------- | ------------- |
| 1   | „Money Trouble”       | Brent Forrester | Anthony Farrell | 10 iulie 2008 |
| 2   | „Malone's Cones”      | Brent Forrester | Ryan Koh        | 17 iulie 2008 |
| 3   | „Exposed Wires”       | Brent Forrester | Ryan Koh        | 24 iulie 2008 |
| 4   | „Taste the Ice Cream” | Brent Forrester | Anthony Farrell | 31 iulie 2008 |

### The Outburst(2008)
NBC a comandat un nou set de web-episoade pentru iarna anului 2008. Seria și-a început difuzarea pe 20 noiembrie 2008 și prezintă toate personajele „The Office”, cu excepția lui Michael, Pam, Jim, Dwight și Ryan. Oscar are o izbucnire în mijlocul biroului, iar colegii săi încep o investigație
| Nr. | Titlu               | Regizat de                      | Scris de                        | Data lansării     |
| --- | ------------------- | ------------------------------- | ------------------------------- | ----------------- |
| 1   | „The Call”          | Lee Eisenberg & Gene Stupnitsky | Nate Federman & Jonathan Hughes | 20 noiembrie 2008 |
| 2   | „The Investigation” | Lee Eisenberg & Gene Stupnitsky | Nate Federman & Jonathan Hughes | 26 noiembrie 2008 |
| 3   | „The Search”        | Lee Eisenberg & Gene Stupnitsky | Nate Federman & Jonathan Hughes | 4 decembrie 2008  |
| 4   | „The Explanation”   | Lee Eisenberg & Gene Stupnitsky | Nate Federman & Jonathan Hughes | 11 decembrie 2008 |

### Blackmail(2009)
Creed decide să-și șantajeze colegii și încearcă să scoată bani de la Oscar, Andy, Kelly, Angela și Meredith.
| Nr. | Titlu     | Regizat de  | Scris de        | Data lansării |
| --- | --------- | ----------- | --------------- | ------------- |
| 1   | „Oscar”   | B. J. Novak | Nate Federman   | 7 mai 2009    |
| 2   | „Andy”    | B. J. Novak | Nate Federman   | 14 mai 2009   |
| 3   | „Kelly”   | B. J. Novak | Jonathan Hughes | 21 mai 2009   |
| 4   | „Pay Day” | B. J. Novak | Jonathan Hughes | 28 mai 2009   |

### Subtle Sexuality(2009)
Kelly și Erin își formează propriul grup de fete, Subtle Sexuality, și îi conving pe Ryan și Andy să le ajute cu primul lor videoclip muzical, „Male Prima Donna”.
| Nr. | Titlu                  | Regizat de   | Scris de                        | Data lansării     |
| --- | ---------------------- | ------------ | ------------------------------- | ----------------- |
| 1   | „Creative Differences” | Mindy Kaling | Nate Federman & Jonathan Hughes | 29 octombrie 2009 |
| 2   | „The Replacement”      | Mindy Kaling | Nate Federman & Jonathan Hughes | 29 octombrie 2009 |
| 3   | „The Music Video”      | Mindy Kaling | Nate Federman & Jonathan Hughes | 29 octombrie 2009 |

### The Mentor(2010)
Erin vrea să facă o schimbare în carieră și își găsește un mentor: Angela.
| Nr. | Titlu            | Regizat de    | Scris de                        | Data lansării |
| --- | ---------------- | ------------- | ------------------------------- | ------------- |
| 1   | „The Pupil”      | Kelly Cantley | Nate Federman & Jonathan Hughes | 4 martie 2010 |
| 2   | „Reimbursements” | Kelly Cantley | Nate Federman & Jonathan Hughes | 4 martie 2010 |
| 3   | „Lunchtime”      | Kelly Cantley | Nate Federman & Jonathan Hughes | 4 martie 2010 |
| 4   | „BFFs?”          | Kelly Cantley | Nate Federman & Jonathan Hughes | 4 martie 2010 |

### The 3rd Floor(2010)
Ryan încearcă să facă un film de groază intitulat The 3rd Floor folosindu-s de Dunder Mifflin ca locație și de lucrători precum Kelly, Erin, Gabe, Kevin și Meredith ca actori. The 3rd Floor a fost scris de Jonathan Hughes, Kelly Hannon și Mary Wall și regizat de Mindy Kaling.
| Nr. | Titlu                     | Regizat de   | Scris de                                   | Data lansării     |
| --- | ------------------------- | ------------ | ------------------------------------------ | ----------------- |
| 1   | „Moving On”               | Mindy Kaling | Kelly Hannon & Jonathan Hughes & Mary Wall | 28 octombrie 2010 |
| 2   | „Lights. Camera. Action!” | Mindy Kaling | Kelly Hannon & Jonathan Hughes & Mary Wall | 28 octombrie 2010 |
| 3   | „The Final Product”       | Mindy Kaling | Kelly Hannon & Jonathan Hughes & Mary Wall | 28 octombrie 2010 |

### The Podcast(2011)
Gabe încearcă să înregistreze un podcast în birou despre site-ul web Sabre, sperând să impresioneze corporația. Episoadele web au fost disponibile pe 20 ianuarie 2011, pe NBC.com, dar au fost incluse anterior pe lansarea DVD-ului cu sezonul 6.
| Nr. | Titlu             | Regizat de     | Scris de        | Data lansării    |
| --- | ----------------- | -------------- | --------------- | ---------------- |
| 1   | „Gabe's Podcast”  | Charlie Grandy | Kelly Hannon    | 20 ianuarie 2011 |
| 2   | „The First Entry” | Charlie Grandy | Mary Wall       | 20 ianuarie 2011 |
| 3   | „The Debut”       | Charlie Grandy | Jonathan Hughes | 20 ianuarie 2011 |

### The Girl Next Door(2011)
Serialul se concentrează pe grupul de fete al lui Kelly și Erin numit Subtle Sexuality. Primul episod web documentează aspectele din culise ale celui de-al doilea lor single The Girl Next Door, în timp ce al doilea și ultimul episod este videoclipul în sine, care îl prezintă pe Ryan. Episoadele web au fost puse la dispoziție la 4 mai 2011, pe NBC.com.
| Nr. | Titlu                           | Regizat de   | Scris de                                   | Data lansării |
| --- | ------------------------------- | ------------ | ------------------------------------------ | ------------- |
| 1   | „The Story of Subtle Sexuality” | Mindy Kaling | Kelly Hannon & Jonathan Hughes & Mary Wall | 4 mai 2011    |
| 2   | „The Girl Next Door”            | Mindy Kaling | Kelly Hannon & Jonathan Hughes & Mary Wall | 4 mai 2011    |